# Victor (czasopismo)
Victor – miesięcznik (wcześniej dwutygodnik) edukacyjny wydawany przez wydawnictwo AGA Press, dawniej ukazywał się pod tytułem "Victor Ósmoklasista" i "Victor Gimnazjalista" Redaktor naczelną była wówczas Anna Wdowińska-Sawicka. Czasopismo jest adresowane do nastolatków. Zawiera przykładowy arkusz egzaminu ósmoklasisty oraz artykuły pomagające w powtórkach przed klasówkami. 
Redaktor naczelną "Victora" jest Bogna Bizoń. Przed nią funkcję tę sprawowały: Katarzyna Droga oraz Renata Jarecka.

## Działy
- Informator gimnazjalisty – dział poświęcony wydarzeniom związanym z oświatą w Polsce (np. testy gimnazjalne, wybór liceum)
- Mam problem
- Psychotest
- Za chwilę w liceum – rubryka ta pojawia się po teście gimnazjalnym informująca o życiu w liceum
- Qfer – dział z reklamami i konkursami
- Zdarzyło się w gimnazjum – dział poświęcony życiu gimnazjalistów
- Zjawiska – rubryka związana z psychologią, parapsychologią i kryptozoologią
- Sport
- Wasza strona – dział omawiający najnowsze akcje gimnazjalne w Polsce
- Śliwki w kompocie – rubryka publikująca wiersze uczniów
- Rozrywka
- Niezbędnik gimnazjalisty – strona, na której publikowane są najnowsze płyty, książki i filmy
- Figa z makiem – dział, w którym gimnazjaliści publikują żarty i karykatury wymyślone przez nich
- Kamykowa poczta
- Dziewczyna i chłopak
- Co słychać w liceum? – rubryka ta pojawia się po zakończeniu testu gimnazjalnego. Omawia ona życie licealistów w swoich szkołach.
- Edukacja – największy dział omawiający aktualne tematy omawiane w szkole.
- Test – dział publikujący testy gimnazjalne oraz wyniki.